# Alkoholmetabolismus

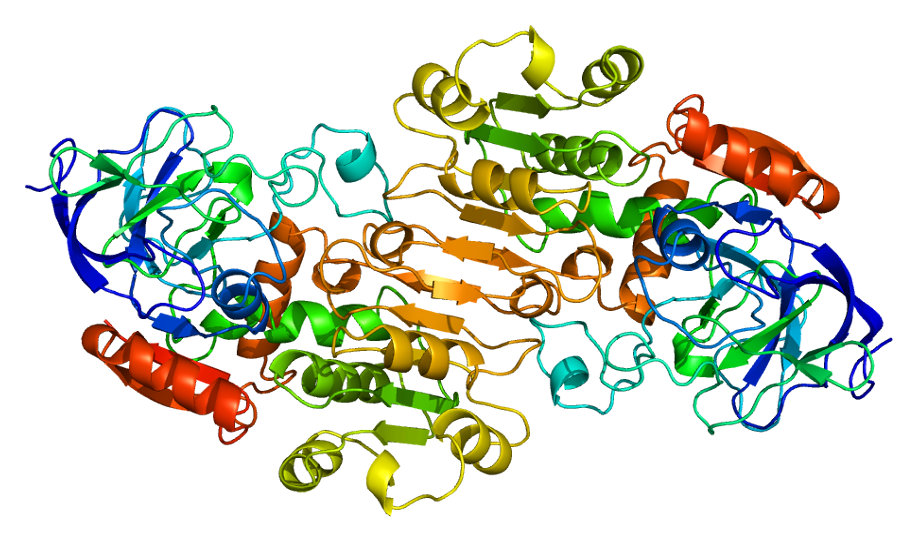
Protein ADH1A

Der Alkoholmetabolismus (auch Ethanolmetabolismus) umfasst die biochemischen Reaktionen, die nach Zufuhr von Ethanol zu dessen Abbau in menschlichen und tierischen Organismen führen. Er spielt insbesondere in der Leber eine zentrale Rolle, wo Enzyme wie die Alkoholdehydrogenase (ADH) und die Acetaldehyddehydrogenase (ALDH) das Ethanol nacheinander zu Acetaldehyd und Essigsäure oxidieren. Ergänzend sind das mikrosomale Ethanol-oxidierende System (MEOS, v. a. Cytochrom P450 CYP2E1) sowie die Katalase in geringem Maße an der Ethanol-Oxidation beteiligt. Durch die mehrfach hintereinander ablaufenden Oxidationen entstehen reduzierte Cofaktoren (NADH), deren Akkumulation den zellulären Redoxstatus beeinflusst und Stoffwechselprozesse wie die Gluconeogenese und Lipogenese moduliert. Variationen in den Genen für ADH und ALDH führen zu individuellen Unterschieden in Abbaurate, Verträglichkeit und gesundheitlichem Risiko, von rascher Entgiftung bis hin zu toxisch bedingten Gewebeschäden. Insgesamt ist der Alkoholmetabolismus ein komplexes Zusammenspiel mehrerer enzymatischer Systeme, das neben der Leber auch Organe wie Magen, Darm und Lungen einbezieht und durch Faktoren wie Alter, Geschlecht, Ernährung und Medikamenteneinnahme moduliert wird.

## Primärer oxidativer Abbau (ADH/ALDH-Weg)
- Alkoholdehydrogenase (ADH). Die zinkabhängigen, cytosolischen Alkoholdehydrogenasen (ADH) bilden beim Menschen eine Familie von mindestens sieben Isoenzymen (ADH1A–ADH7), von denen insbesondere ADH1A–C in Hepatozyten den Großteil der hepatischen Ethanol-Oxidationsaktivität übernehmen.[5] Im aktiven Zentrum koordiniert ein Zn2+-Ion die Hydroxylgruppe des Ethanols und positioniert das Substrat so, dass ein Hydrid-Ion auf den Cofaktor NAD+ übertragen werden kann, welcher dabei zu NADH + H+ reduziert wird (Ethanol + NAD+ → Acetaldehyd + NADH + H+).[2] Unter physiologischen Bedingungen liegt die maximale Eliminationsrate bei etwa 0,1–0,2 g Ethanol·h−1·kg−1 Körpergewicht, bis die Regeneration von NAD+ limitierend wirkt.[6][7] Genetische Polymorphismen, etwa die ADH1B-Variante His47Arg (ADH1B 2), erhöhen die katalytische Effizienz um einen Faktor von etwa 20, beschleunigen den Ethanolabbau und sind mit einem geringeren Risiko für Alkoholabhängigkeit assoziiert.[5][8] Die durch ADH freigesetzte NADH-Menge verschiebt den hepaticen Redoxstatus, hemmt die Gluconeogenese und fördert Lipogenese sowie Laktatazidose, was langfristig zur Entwicklung einer Fettleber beiträgt.[9]
- Acetaldehyd-Dehydrogenase (ALDH). Die Aldehyddehydrogenasen (ALDH) sind eine Familie von NAD+-abhängigen Enzymen, von denen insbesondere das mitochondriale Isoenzym ALDH2 in Hepatozyten den größten Anteil an der Oxidation von Acetaldehyd zu Acetat leistet.[5] Im katalytischen Zentrum aktiviert ein Cys-Residuum das Aldehydsubstrat, sodass ein Hydrid-Ion auf NAD+ übertragen wird (Acetaldehyd + NAD+ + H2O → Acetat + NADH + H+).[10] Anschließend wird Acetat zügig durch die Acetat—CoA-Ligase zu Acetyl-CoA umgewandelt und in den Citratzyklus eingeschleust, wo es entweder zur Energiegewinnung oder als Baustein der Lipogenese dient.[11][12] Die hohe Affinität von ALDH2 für Acetaldehyd verhindert dessen Akkumulation, da dieser als reaktives Zwischenprodukt Zellbestandteile schädigen kann.[13] Genetische Varianten wie ALDH2 2 (Glu504Lys) reduzieren die Enzymaktivität stark, führen zur bekannten „Flush“-Reaktion nach Alkoholkonsum und erhöhen das Risiko für alkoholbedingte Gewebeschäden und Karzinome.[14][15]

## Alternative oxidierende Systeme
- Mikrosomales Ethanol-oxidierendes System (MEOS; CYP2E1). Das MEOS ist im glatten endoplasmatischen Retikulum der Hepatozyten angesiedelt und wird bei wiederholtem Alkoholkonsum durch Transkriptionsfaktoren wie HNF-1α und SREBP-1c induziert. Im Zentrum steht die Cytochrom-P450-Isoform CYP2E1, die Ethanol mithilfe von NADPH und molekularem Sauerstoff (O₂) zu Acetaldehyd oxidiert und dabei reaktive Sauerstoffspezies (ROS) freisetzt. Besonders bei hohen Blutalkoholkonzentrationen trägt das MEOS einen signifikanten Anteil zum Gesamtstoffwechsel bei, während bei moderaten Dosen primär das ADH-System aktiv ist. Die gesteigerte CYP2E1-Aktivität kann aufgrund erhöhter ROS-Bildung zu Lipidperoxidation, mitochondrialer Dysfunktion und verstärktem oxidativem Stress führen, was die alkoholbedingte Leberschädigung begünstigt.
- Katalase. In den Peroxisomen von Hepatozyten kann die H₂O₂-abhängige Enzymaktivität der Katalase Ethanol zu Acetaldehyd oxidieren; hierfür dient Wasserstoffperoxid (H₂O₂) als Oxidationsmittel, wobei unter physiologischen Bedingungen aufgrund begrenzter H₂O₂-Verfügbarkeit weniger als 5 % des Gesamtethanolabbaus über diesen Weg erfolgen. Die Reaktion verläuft über einen peroxidatischen Mechanismus, bei dem zunächst ein Katalase–H₂O₂-Zwischenprodukt (Compound I) entsteht und anschließend das Ethanol oxidiert wird. Obwohl der Beitrag zum Gesamtstoffwechsel gering ist, kann der Katalaseweg bei erhöhter H₂O₂-Bildung, etwa im Rahmen oxidativen Stresses, anteilig stärker aktiviert werden.

## Stoffwechselfolgen
Der durch die ethanolischen Oxidationsreaktionen bedingte Anstieg des NADH/NAD+-Quotienten in den Hepatozyten führt zu einer weitreichenden Umgestaltung des Leberstoffwechsels. Ein hoher Redoxstatus hemmt Schlüsselenzyme der Gluconeogenese (etwa Pyruvatcarboxylase und Phosphoenolpyruvat-Carboxykinase), wodurch die Neubildung von Glukose aus Nicht-Kohlenhydrat-Vorstufen eingeschränkt wird und das Risiko für Hypoglykämie steigt. Gleichzeitig wird Pyruvat vermehrt durch die Laktatdehydrogenase zu Laktat reduziert, was eine Persistenz erhöhter Laktatspiegel im Blut begünstigt. Auf der Lipidseite fördert das hohe NADH/NAD+ die Umwandlung von Dihydroxyacetonphosphat zu Glycerol-3-phosphat und steigert so die Synthese von Triglyceriden; diese können in Lipidtröpfchen gespeichert oder als VLDL ausgeschleust werden. Aufgrund der Kombination aus verminderter Glukoseproduktion, verstärkter Laktatbildung und gesteigerter Lipogenese kommt es langfristig zur Ausbildung einer Fettleber (Steatose), die das Fortschreiten zu Entzündung und Fibrose begünstigen kann.

## Individuelle und genetische Variabilität
Polymorphismen in den Genen ADH1B und ADH1C führen zur Ausbildung von Isoenzymen mit unterschiedlich ausgeprägter katalytischer Effizienz. So besitzt die häufige ostasiatische Variante ADH1B 2 (Arg47His) eine um das ≈40-fache gesteigerte Reaktionsgeschwindigkeit gegenüber dem Wildtyp und beschleunigt dadurch den Abbau von Ethanol, was epidemiologisch mit einem verminderten Risiko für Alkoholabhängigkeit assoziiert ist. Variationen im Gen ADH1C (beispielsweise Ile349Val) beeinflussen zwar ebenfalls die Enzymaktivität, üben aber in vivo eine geringere Wirkung auf die Blutalkoholspiegel aus. 
Ein besonders prägnanter Polymorphismus findet sich im Gen ALDH2: Die ostasiatische Allelvariante ALDH2 2 (Glu504Lys) führt zu einer drastischen Konformationsänderung, die die mitochondriale Acetaldehyd-Dehydrogenase auf unter 5 % der normalen Aktivität reduziert. Betroffene können Acetaldehyd nur unzureichend zu Acetat metabolisieren, wodurch es zur ausgeprägten Flush-Reaktion (Gesichtsrötung, Tachykardie, Übelkeit) kommt. Die chronische Akkumulation von Acetaldehyd gilt zudem als stark karzinogen und erhöht signifikant das Risiko für ösophageale und andere alkoholassoziierte Tumoren.